# Swedese Möbler

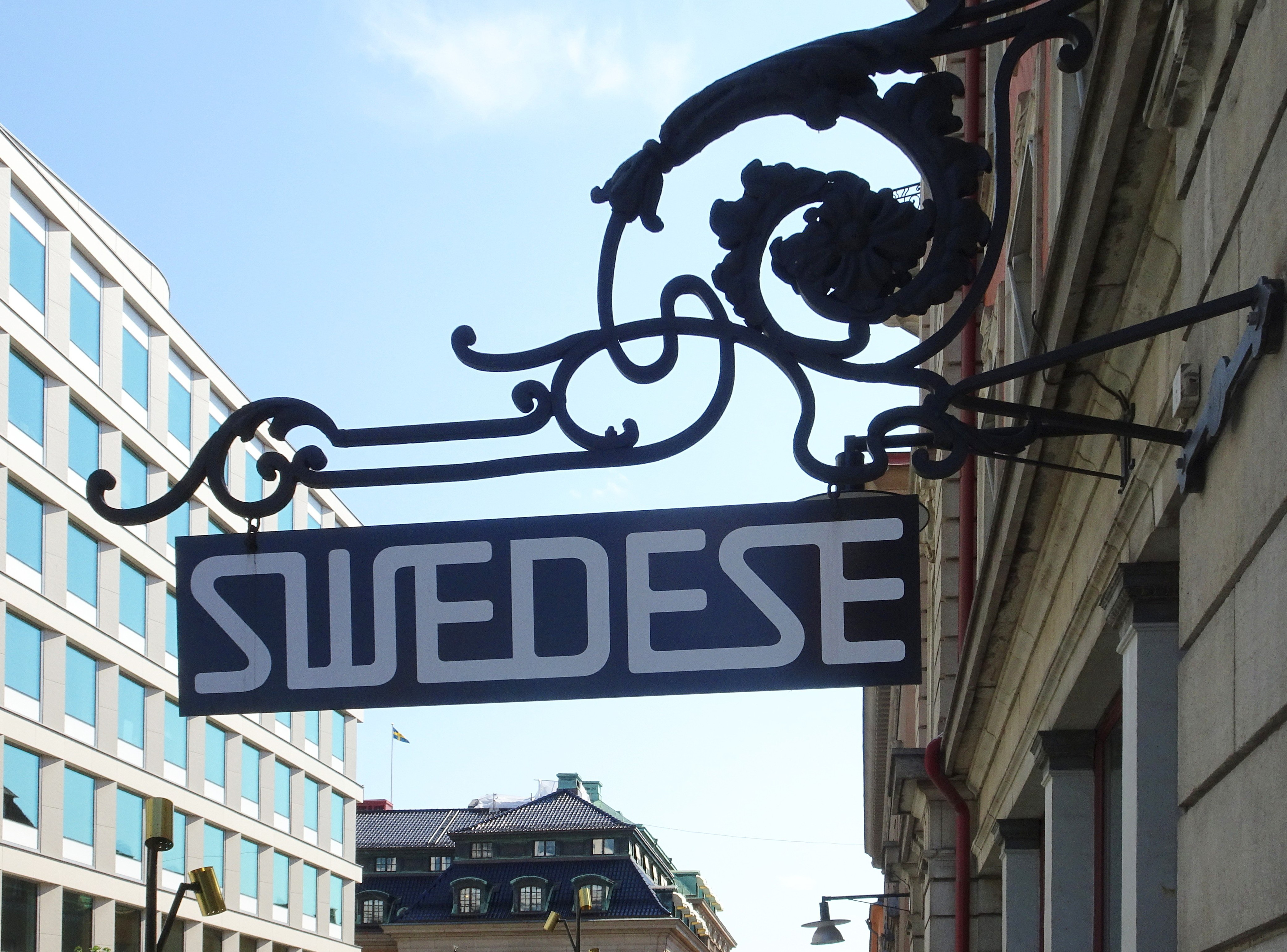
"Swedese", Malmtorgsgatan 5 i Stockholm.

Swedese Möbler AB är ett svenskt möbelföretag med huvudkontor i Vaggeryd i Småland. Företaget grundades 1945 av Yngve Ekström, hans bror Jerker Ekström (1911–2006) samt Bertil Sjöqvist som ESE möbler. År 1960 bytte företaget namn till  Swedese Möbler AB. Yngve Ekström var tongivande i ledningen av Swedese ända fram till sin död 1988. Framför allt hans vilstol Lamino har blivit en internationell storsäljare. Förutom i Vaggeryd finns en fabrik i Äng utanför Nässjö.